# Institut Hasso-Plattner
Pour les articles homonymes, voir HPI.

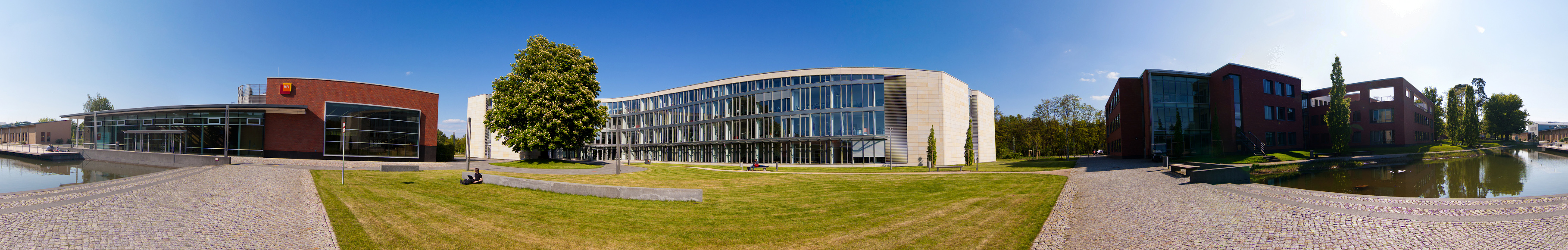
Vue panoramique du campus

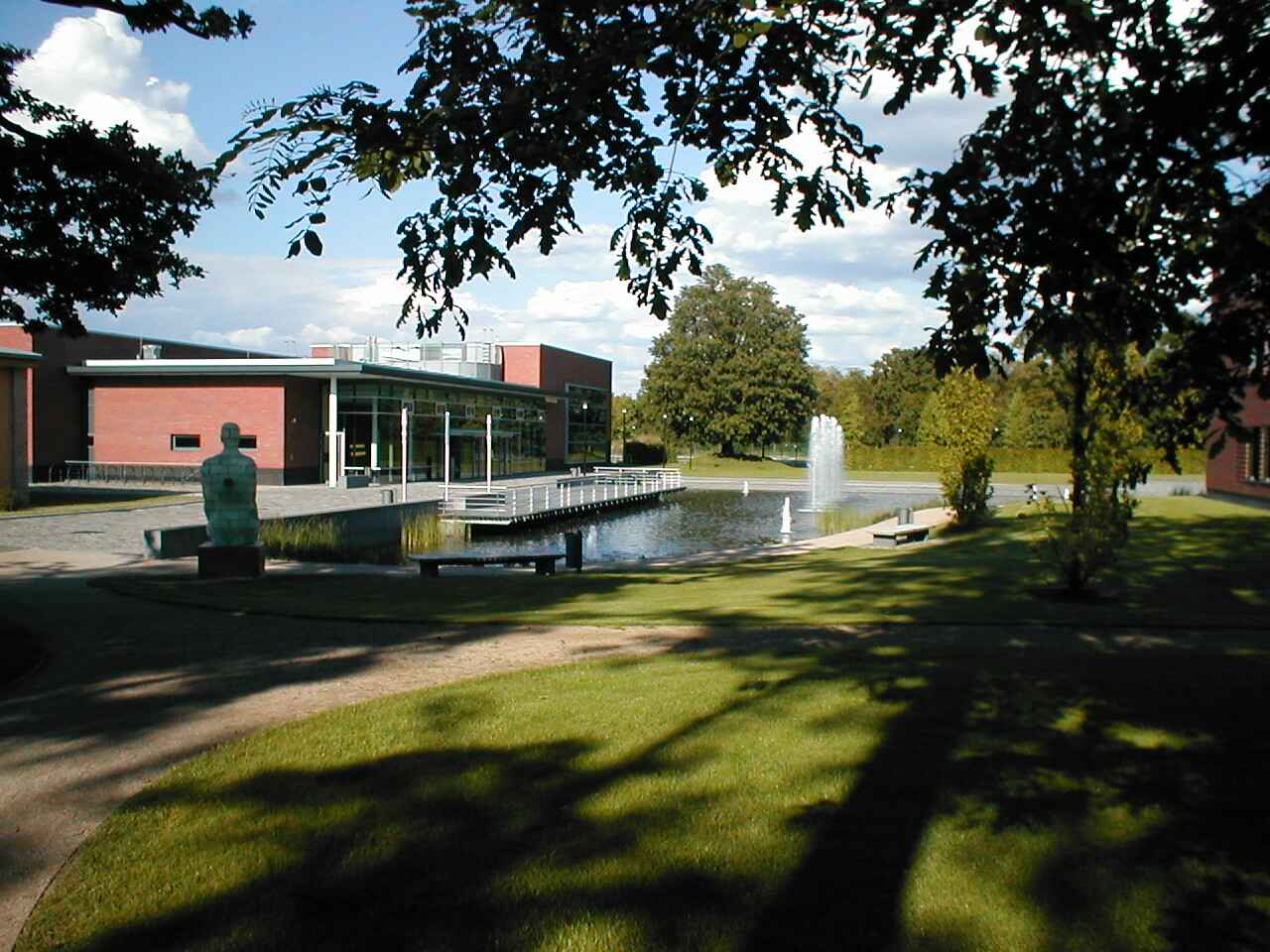
Salles de lecture (vieille photo sans bâtiment principal en arrière-plan)

L' Institut Hasso Plattner, ou « Hasso-Plattner-Institut für Digital Engineering gGmbH » en allemand, ou en abrégé HPI, est un institut des technologies de l'information et la faculté d'ingénierie numérique de université de Potsdam. C'est en Allemagne la seule faculté universitaire entièrement financée par des fonds privés. L'enseignement et la recherche de HPI sont axés sur l'ingénierie des systèmes informatiques.

## Origine et structure juridique
HPI a été fondé en 1998 par Hasso Plattner, cofondateur de l'éditeur de logiciel SAP SE, sous la forme d'un partenariat public-privé: 
- Le partenaire privé est la « Fondation Hasso Plattner pour l’ingénierie des systèmes logiciels », qui est l’organe administratif responsable de HPI. Le statut juridique de la fondation est celle d'une GmbH, une société à responsabilité limitée dans le droit allemand.
- Le partenaire public est l'état du Brandenburg qui a fourni le domaine de 30.000 m2 sur lequel les bâtiments du campus ont été construits.

Le nouveau campus a été inauguré en Octobre 2001.
Le directeur de HPI est Christoph Meinel, qui devient en 2017 doyen de la factulté numérique de l'université de Potsdam.

## Enseignement et Recherche
L'institut propose des cursus de licence  et de master dans le domaine de l'ingénierie des systèmes informatiques, des logiciels et du numérique:   
- licence en ingénierie des systèmes informatiques;
- master en ingénierie des systèmes informatiques;
- master en ingénierie des données (« Data engineering »);
- master en santé numérique ( « Digital health ») en langue anglaise;
- master en cyber-sécurité.

L'institut dispose d'une école de design, la « HPI School of Design Thinking », enseignant depuis 2007 la conception de  produits et services liés à l’informatique. HPI coopère dans ce domaine étroitement avec l’Institut de design Hasso Plattner  de l'Université Stanford, à Palo Alto. En 2008, la Fondation Hasso Plattner a ainsi lancé un programme commun de recherche sur l'innovation, le programme de recherche HPI-Stanford Design Thinking.
L’institut mène des activités de recherche et propose un programme doctoral au sein de sa « Research school » . L'institut ouvre dans ce contexte 3 antennes internationales: en 2009, « l'école de recherche HPI de l'Université du Cap », en 2010, la «HPI Research School at Technion » à Haïfa, et en 2011 « l'école de recherche HPI de l'Université de Nanjing ».
L'institut dispose aussi depuis 2010 d'un laboratoire de recherche sur la manière dont le potentiel des architectures informatiques multi-cœurs les plus récentes, associé à d’énormes ressources de mémoire principale, peut être utilisé pour de nouvelles solutions logicielles.

## Classements et prix
Le Centre pour le développement de l'enseignement supérieur (CHE) est une organisation privée indépendante à but non lucratif, fondée par la Conférence des recteurs allemands et la Fondation Bertelsmann. Selon son classement universitaire en 2012 et 2013, les programmes de licence et de maîtrise de HPI figurent parmi les quatre programmes d'informatique les mieux classés dans les pays germanophones.
En 2012, HPI et SAP ont reçu le prix allemand de l'innovation (« Deutscher Innovationspreis » en allemand), attribué par Accenture, EnBw, Evonic et Wirtschaftswoche, pour le développement de la technologie de base de données en mémoire SAP HANA.